# Victoria (automòbil)
Victoria fou una marca catalana d'automòbils, fabricats a Barcelona entre 1907 i 1908 per l'empresa Automóviles Victoria, SA. Dirigida per Adolf Boada, l'empresa tenia la seu al número 49 del carrer Aribau. Cal no confondre aquest fabricant amb un altre de Madrid que va comercialitzar automòbils amb idèntica marca entre 1920 i 1924.
Els Victoria de Barcelona muntaven motors De Dion-Bouton de quatre cilindres i 20-24 HP, tal com reflectia un article aparegut a la revista Los Deportes el juny de 1907. Hi ha constància de l'existència com a mínim d'un vehicle d'aquesta marca, si més no a la Copa Catalunya de 1908 a Sitges, on fou l'automòbil que va completar la volta de reconeixement.